# Bisdom Kon Tum

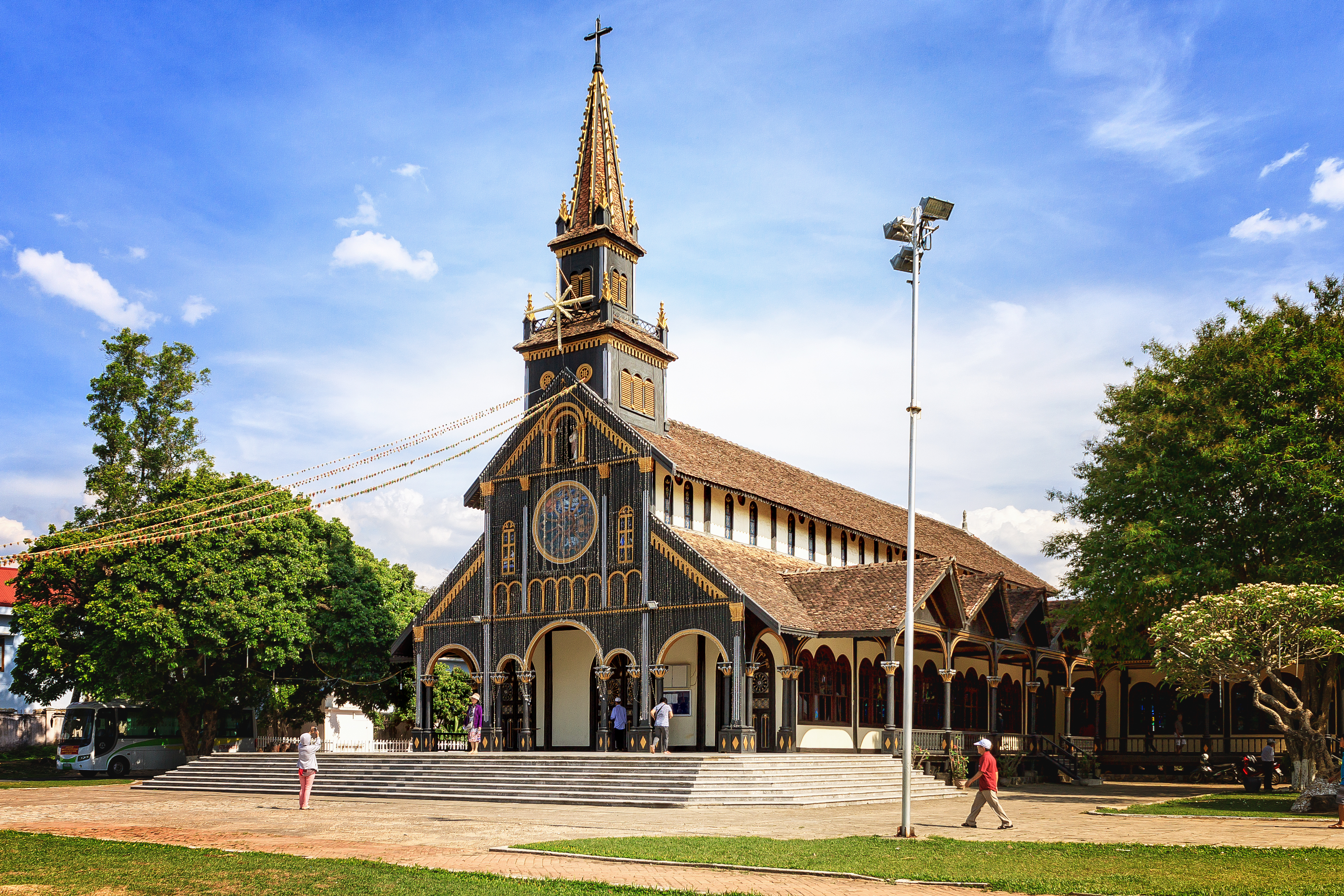
Kathedraal van Kon Tum

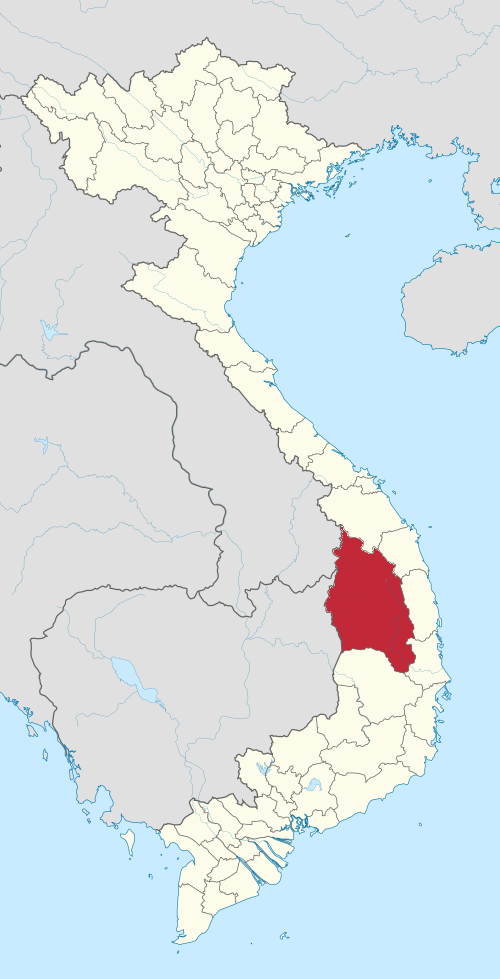
Het bisdom binnen Vietnam

Het bisdom Kon Tum (Latijn: Dioecesis Kontumensis) is een rooms-katholiek bisdom in Vietnam met als zetel Kon Tum. Het bisdom werd opgericht in 1960 en is suffragaan aan het aartsbisdom Huế.
Het bisdom heeft een oppervlakte van 25.225 km² en omvat de provincies Kon Tum en Gia Lai in de Centrale Hooglanden van Vietnam. Het is onderverdeeld in 136 parochies. In 2021 telde het bisdom ongeveer 368.000 katholieken op een totale bevolking van 2.048.847 (18% van de bevolking). 

## Geschiedenis
Rond 1850 werden missieposten opgezet bij minderheidsvolken in het gebied, bij wie de evangelisatie succesvol was. Missionarissen waren actief bij het op schrift stellen van de lokale talen en het maken van vertaalwoordenboeken. In 1932 werd het apostolisch vicariaat Kontum opgericht, dat toen ongeveer 24.500 katholieken telde. In 1946 werd een seminarie opgericht. Kon Tum werd in 1960 verheven tot bisdom. In 1975, na de communistische machtsovername, waren de buitenlandse missionarissen gedwongen het land te verlaten. Veel kerkelijke eigendommen werden aangeslagen door de overheid, die ook de werking van de kerkelijke instellingen beperkte.

## Bisschoppen
- Paul-Léon Seitz, M.E.P. (1960-1975)
- Alexis Phạm Văn Lộc (1975-1995)
- Pierre Trần Thành Chung (1995-2003)
- Michel Hoăng Ðức Oanh (2003-2015)
- Luy Gonzaga Nguyên Hùng Vi (2015-)

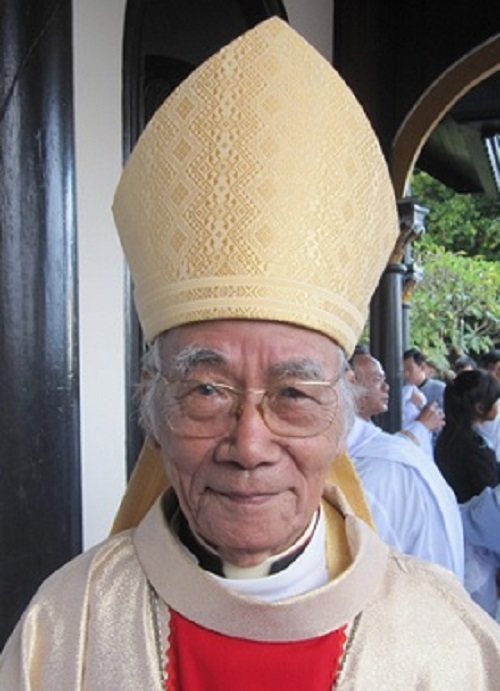
Pierre Trần Thành Chung
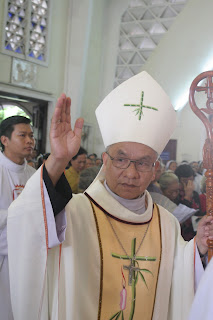
Michel Hoăng Ðức Oanh